# Emmausgang
Der Emmausgang (teils auch Emmauspilgern) ist ein christlicher Brauch, vor allem in Süddeutschland und in Österreich, aber auch in Ungarn (Bóly), der an den Gang zweier Jünger Jesu in das Dorf Emmaus erinnert, denen sich der auferstandene Jesus Christus unerkannt anschließt. Erst beim abendlichen Mahl erkennen die beiden Jünger Jesus (Lk 24,13–29 ).
Heute wird der Emmausgang als ein geistlicher Gang mit Gebet und Gesang oder als ein besinnlicher Spaziergang am frühen Morgen des Ostermontags begangen, der wegen des Tagesevangeliums regional auch „Emmaustag“ genannt wird.
Davon abgeleitet ist der im Weinviertel bekannte Brauch des „in die Grean gehn“ („ins Grüne gehen“), ein Treffen unter freiem Himmel oder Weinkellern mit Speis und Trank.
Eine besondere Form des Emmausganges wird im westfälischen Borghorst seit 1823 gepflegt, wo die Mitglieder des dortigen Schützenvereins Prinzen Schützengesellschaft Borghorst von 1490 am Ostersonntag bei Anbruch der Dunkelheit mit Fackeln und einer Messinglaterne, der Emmauslaterne, unter Singen österlicher Lieder zur Pfarrkirche St. Nikomedes ziehen und dort eine Andacht feiern.